# Samuel Marinho
Samuel Marinho (São Luís, 1979) é um poeta brasileiro.
Publicou os livros Pequenos Poemas Sobre Grandes Amores (Edição do Autor em e-book, 2002), Poemas In Outdoors (Penalux, 2018), Poemas de Última Geração (Penalux, 2019), Fotografias Para Perfis Fakes (Penalux, 2021) e Antiquário Moderno (Penalux, 2023).

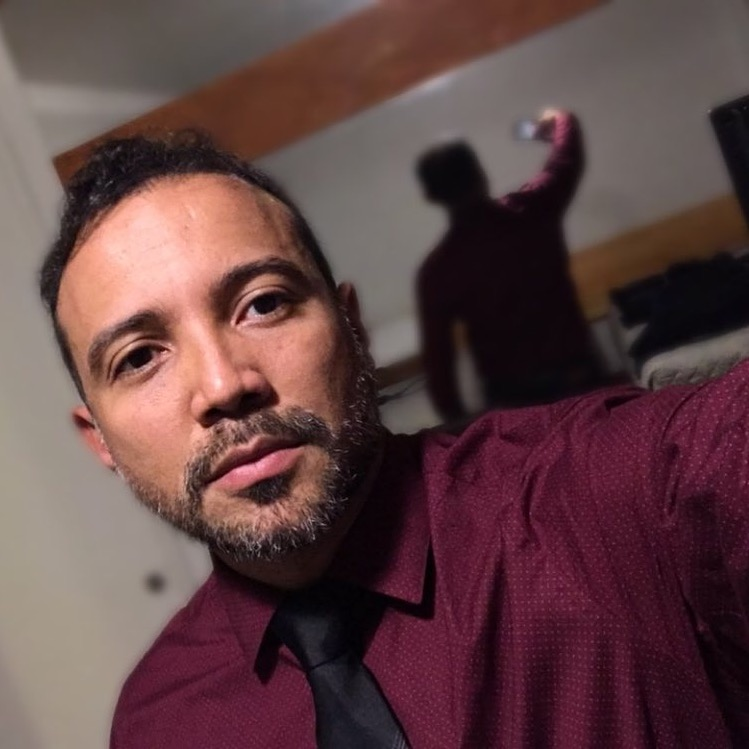
Samuel Marinho - poeta

Foi indicado em 2020 ao Prêmio Jabuti de Literatura na categoria poesia.

## Obras
- Pequenos poemas sobre grandes amores (2002);
- Poemas in outdoors (2018);
- Poemas de última geração (2019);
- Fotografias para perfis fakes (2021);
- Antiquário moderno (2023).